# Novyje prikljutjenija Neulovimykh
Novyje prikljutjenija Neulovimykh (russisk: Новые приключения Неуловимых) er en sovjetisk spillefilm fra 1968 af Edmond Keosajan.

## Medvirkende
- Mikhail Metyolkin – Valerka Mesjjerjakov
- Vasilij Vasiljev – Jasjka
- Viktor Kosykh – Danka Shchus
- Valentina Kurdjukova – Ksanka Shchus
- Armen Dzhigarkhanyan – Pjotr Sergejevitj Ovetjkin